# Keisuke Makino
Keisuke Makino (jap. 牧野 景輔, Makino Keisuke; * 11. April 1969 in der Präfektur Hyōgo) ist ein ehemaliger japanischer Fußballspieler.

## Karriere
Makino erlernte das Fußballspielen in der Schulmannschaft der Takigawa Daini High School. Seinen ersten Vertrag unterschrieb er 1988 bei Furukawa Electric. Der Verein spielte in der höchsten Liga des Landes, der Japan Soccer League. 1990 erreichte er das Finale des JSL Cup. Mit Gründung der Profiliga J.League 1992 und der damit verbundenen Neuorganisation des japanischen Fußballs wurde Furukawa Electric zu JEF United Ichihara. Für den Verein absolvierte er 37 Erstligaspiele. 1994 wechselte er zum Zweitligisten Cerezo Osaka. 1994 wurde er mit dem Verein Meister der Japan Football League und stieg in die J1 League auf. 1994 erreichte er das Finale des Kaiserpokals. Ende 1995 beendete er seine Karriere als Fußballspieler.

## Erfolge
Furukawa Electric
- JSL Cup

Finalist: 1990
Cerezo Osaka
- Kaiserpokal

Finalist: 1994